# Dulgubnier
Die Dulgubnier (auch Dulgubner; lateinisch: Dulgubinii; griechisch: Δουλγούμνιοι) waren ein westgermanischer Stamm, der bei Tacitus’ Germania (34,1) und Ptolemaeus’ Geographia (II,11,9) erwähnt wird.
Der germanische Stamm der Dulgubnier lebte laut Tacitus südlich von Hamburg etwa im Gebiet der heutigen Lüneburger Heide und der Aller um die heutige Stadt Celle. Sie lebten damit nordöstlich der Angrivarier und Chamaven.
In den späteren Zeiten der beginnenden Völkerwanderung sind die Dulgubnier nicht mehr als eigenständiges Volk aufgetreten. In den genannten Gebieten lebten dann die aus der Elbregion eingewanderten Langobarden (Bardengau). Die Dulgubnier scheinen wie viele andere kleine Germanenstämme in größeren Völkern, evtl. Sachsen oder Chauken, aufgegangen zu sein.